# Sebastian Acuña
Sebastian Acuña (* 25. Februar 1998) ist ein ecuadorianischer Leichtathlet, der sich auf den Sprint spezialisiert hat.

## Sportliche Laufbahn
Erste internationale Erfahrungen sammelte Sebastian Acuña im Jahr 2015, als er bei den Juniorensüdamerikameisterschaften in Cuenca mit 11,34 s in der ersten Runde im 100-Meter-Lauf ausschied und auch über 200 Meter mit 22,45 s nicht über den Vorlauf hinauskam. Anschließend startete er im 400-Meter-Lauf bei den Jugendweltmeisterschaften in Cali und schied dort mit 52,01 s in der Vorrunde aus und verpasste auch in der Mixed-Staffel mit 3:34,98 min den Finaleinzug. 2017 schied er bei den Südamerikameisterschaften in Luque mit 49,47 s in der ersten Runde aus und belegte mit der ecuadorianischen 4-mal-400-Meter-Staffel in 3:16,44 min den sechsten Platz. Anschließend schied er bei den U20-Panamerikameisterschaften in Trujillo mit 22,33 s und 51,29 s jeweils im Vorlauf über 200 und 400 Meter aus, konnte sein Rennen mit der 4-mal-100-Meter-Staffel nicht beenden und erreichte mit der 4-mal-400-Meter-Staffel nach 3:17,14 min Rang fünf.  2021 gewann er dann bei den Südamerikameisterschaften im heimischen Guayaquil in 3:13,74 min gemeinsam mit Alan Minda, Miguel Maldonado und Anderson Marquinez die Bronzemedaille in der 4-mal-400-Meter-Staffel hinter den Teams aus Brasilien und Kolumbien.

## Persönliche Bestleistungen
- 100 Meter: 10,69 s (+1,5 m/s), 17. April 2021 in Guayaquil
- 200 Meter: 22,21 s (0,0 m/s), 18. April 2021 in Guayaquil
- 400 Meter: 48,20 s, 1. Mai 2019 in Medellín